# منوچهر پوراحمد
منوچهر پوراحمد (۲۴ مهر ۱۳۲۱ – ۲۹ دی ۱۳۹۶) کارگردان، تهیه‌کننده و بازیگر ایرانی بود.

## زندگی‌نامه
او فعالیت در عرصه بازیگری را از دهه پنجاه آغاز کرد و بعدها به عنوان کارگردان و تهیه‌کننده نیز به فعالیت پرداخت. سریال آخرین ستاره شب از جمله آثار اوست.

## فیلمشناسی

### کارگردان
- چراغ خانه (۱۳۶۸)
- ازدواج پر ماجرا (۱۳۶۸)
- در انتهای شب (۱۳۶۹)
- آخرین ستاره شب (۱۳۷۳)
- خاله خانم (۱۳۷۵)

### بازیگر
- تنهایی (۱۳۵۵)
- سیاه بخت (۱۳۵۵)
- عنتر و منتر (۱۳۵۵)
- نقص فنی (۱۳۵۵)
- شوهر کرایه ای (۱۳۵۳)
- فرار از بهشت (۱۳۵۳)
- هیاهو (۱۳۵۳)
- بی‌حجاب (۱۳۵۲)
- حریص (۱۳۵۲)
- در آخرین لحظه (۱۳۵۲)
- عاصی (۱۳۵۱)

### تهیه‌کننده
- مهمان‌پذیر طوبی
- تصمیم نهایی